# 蕭偉
蕭 偉（しょう い、元徽4年（476年）- 中大通5年3月28日（533年5月7日））は、南朝梁の皇族。南平元襄王。字は文達。武帝蕭衍の弟にあたる。

## 経歴
蕭順之の八男として生まれた。母は陳氏（後の陳太妃）。若くして学問を好んだ。斉のとき、晋安鎮北法曹行参軍を初任とした。蕭衍が雍州刺史となると、蕭偉は始興王蕭憺とともに襄陽に迎えられた。蕭衍が起兵すると、蕭偉は冠軍将軍となり、雍州の州府の留守をつとめた。蕭衍が出立した後、魏興郡太守の裴師仁と斉興郡太守の顔僧都が命令に従わず、挙兵して雍州を襲撃しようとしたため、蕭偉は始興王蕭憺とともに軍を派遣し、始平郡で裴師仁らを撃破した。
蕭衍が建康を包囲すると、巴東郡太守の蕭慧訓の子の蕭璝と巴西郡太守の魯休烈が起兵して荊州に迫った。蕭穎冑は劉孝慶らを派遣して阻もうとしたが、蕭璝に敗北し、おりしも蕭穎冑も突然死したため、荊州の和帝政権は恐慌に陥った。蕭偉は夏侯詳の意見に従って雍州で徴兵し、始興王蕭憺を荊州の援軍におもむかせた。蕭憺が荊州に到着すると、蕭璝らは降伏した。蕭偉は和帝により使持節・都督雍梁南北秦四州郢州之竟陵司州之隨郡諸軍事・寧蛮校尉・雍州刺史に任じられた。まもなく侍中を加えられ、鎮北将軍に進んだ。
天監元年（502年）、梁が建国されると、蕭偉は散騎常侍の位を加えられ、建安郡王に封じられた。天監4年（505年）、都督南徐州諸軍事・南徐州刺史に転じた。天監5年（506年）、建康に召還され、撫軍将軍・丹陽尹となった。天監6年（507年）、使持節・都督揚南徐二州諸軍事・右軍将軍・揚州刺史に転じた。任につかないうちに、中権将軍に進んだ。天監7年（508年）、病のために州の任を解かれ、侍中・中撫軍となり、知司徒事をつとめた。天監9年（510年）、護軍・領石頭戍事に転じた。この年のうちに使持節・散騎常侍・都督江州諸軍事・鎮南将軍・江州刺史として出向した。天監11年（512年）、開府儀同三司の位を加えられた。天監12年（513年）、召還されて撫軍将軍となったが、病のため受けなかった。天監13年（514年）、左光禄大夫となった。天監17年（518年）、南平郡王に改封された。普通5年（524年）、鎮衛大将軍に進んだ。中大通元年（529年）、本官のまま太子太傅を兼ねた。中大通4年（532年）、中書令・大司馬に転じた。
中大通5年3月丙辰（533年5月7日）、死去した。享年は58。侍中・太宰の位を追贈された。諡は元襄といった。

## 子女
- 蕭恪（後嗣）
- 蕭恭
- 蕭虔
- 蕭祗

## 伝記資料
- 『梁書』巻22 列伝第16
- 『南史』巻52 列伝第42